# Marconi Express

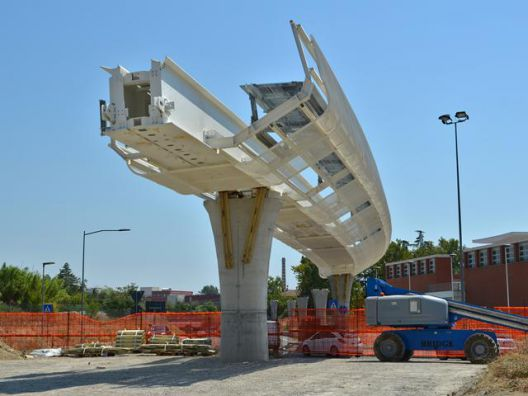
Vue du chantier à Lazzaretto (août 2017).

Le Marconi Express, également connu sous le nom de people mover de Bologne, MEX en abrégé, est un système de transport en commun hectométrique de type monorail aérien à poutre centrale qui relie l’aéroport international Guglielmo Marconi de Bologne à la gare de Bologne-Centrale, avec un arrêt intermédiaire au pôle universitaire du Lazzaretto, qui sert également de dépôt et de centre de contrôle. Le Marconi Express a été inauguré le 18 novembre 2020.

## Histoire
Un premier projet a été étudié en 2005 par l'architecte Fernando De Simone à la demande de la Ville de Bologne. Le tracé prévoyait la connexion entre l'aéroport Guglielmo Marconi, la gare de Bologne-Centrale, la Foire de Bologne et le CAAB (Centre Agroalimentaire Fico) (it). La ligne surélevée était placée à côté des voies ferrées, il n'y avait pas de panneaux photovoltaïques, et le pont au-dessus de l'autoroute était transparent,,.
En 2006, la région Émilie-Romagne, la province de Bologne et la ville de Bologne signent un accord-cadre prévoyant la mise en place d'une liaison rapide entre l'aéroport Guglielmo Marconi et la gare de Bologne-Centrale.
En 2009, l'appel d'offres pour la réalisation de l'ouvrage est attribué à l'entreprise Consorzio Cooperative Costruzioni (CCC - aujourd'hui Consorzio Integra) de Bologne qui crée, avec l'entreprise publique de transports ATC Bologne (aujourd'hui TPER), la société Marconi Express S.p.A. (75 % CCC et 25 % TPER) qui aura la responsabilité de la gestion du People Mover. En 2012, l'administration municipale approuve le projet exécutif définitif, à mettre en oeuvre avec un programme de financement de projet.
La conception technique générale de l'infrastructure a été réalisée par les sociétés d'ingénierie italiennes MATE Engineering et STS Engineering de Bologne, la conception architecturale par le grand architecte designer Massimo Iosa Ghini.

## Les travaux
Les travaux de construction du Marconi Express ont commencé le 31 octobre 2015 et se sont terminés, conformément au planning prévu au marché, en octobre 2018.
Si la réception des travaux de construction s'est déroulée sans encombre, l'absence de cadre réglementaire précis pour la délivrance des autorisations d'exploitation de la ligne aérienne de métro automatique a retardé sa mise en service, s'agissant du premier monorail aérien entièrement automatique en Italie. Les mesures de sécurité étaient parfaitement bien définies dans les métros souterrains à circulation sur des voies unidirectionnelles, mais pas pour une ligne aérienne bidirectionnelle. L'administration italienne a toujours été très regardante sur la sécurité des personnes et, dans le cas d'une première en son genre, a multiplié les essais pour tester tous les cas de figure éventuels, ce qui a allongé le temps nécessaire à l'approbation des règles d'exploitation, l'obtention du certificat d'exploitation après la phase de pré-exploitation, qui a été également été impactée par la pandémie de Covid-19,. Une fois la phase de pré-exploitation terminée, le 20 septembre 2020, le Marconi Express a reçu l'autorisation de mise en exploitation au public, qui faisait suite à l'autorisation d'exploitation du Ministère des Infrastructures et des Transports et du USTIF - Bureau spécial des transports et installations fixes (it).
L’ouverture a été plusieurs fois retardée : le 21 janvier 2020, la société annonce une ouverture au public le 7 mars, avant de se rétracter le 21 février,. L'ouverture au public, initialement prévue pour juin 2019, a donc été retardée au 18 novembre 2020.
Le 18 novembre 2020, le People Mover de Bologne est inauguré. Les navettes fonctionnent tous les jours de 5h40 à 24h00. La nuit, un service d'autobus sur la ligne Marconi Express 940 assure les liaisons nécessaires pour permettre aux voyageurs arrivant à Bologne d'accéder au centre ville et ceux partant en avion d'accéder à l'aéroport, aux heures des vols.

## Caractéristiques
L'infrastructure comprend un monorail aérien à poutre centrale supporté par 125 pylônes préfabriqués en béton armé d'une hauteur allant de 5,20 à 18 mètres, espacés de 35 à 40 mètres.

### Itinéraire

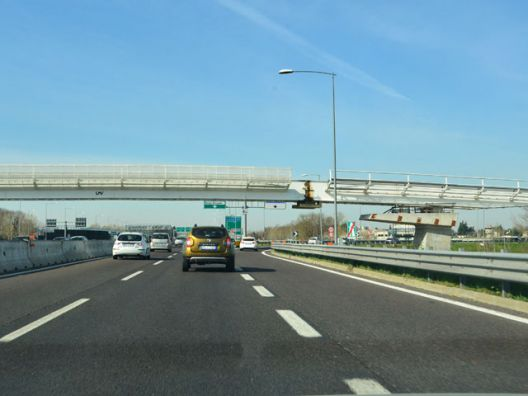
Pont du monorail surplombant le périphérique de Bologne (mars 2017).

Le tracé du Marconi Express, d'une longueur totale de 5,095 km, débute à la Gare de Bologne-Centrale, à côté des voies 12 à 15, coté Via dei Carracci, et se termine dans la zone des arrivées de l’aéroport de Bologne, dit « Guglielmo Marconi ». Le temps de parcours est de 7 minutes et 20 secondes, alors que le temps de parcours de l’autobus sur le même trajet est de 18 à 23 minutes.
Le monorail enjambe l’autoroute A14 et le périphérique de Bologne avec un pont d’une portée unique de 100 mètres, conçu, comme le reste du projet, par l’architecte Massimo Iosa Ghini. Il enjambe également le fleuve Reno et la voie ferrée Bologne-Padoue, tandis qu'elle passe sous la bretelle ferroviaire qui relie la voie ferrée Bologne-Padoue à la gare souterraine Grande Vitesse de Bologne AV-Mediopadana.

### Matériel roulant
Le groupe suisse Intamin Transportation AG a conçu et réalisé le matériel roulant comprenant trois rames qui peuvent transporter un maximum de 570 passagers à l'heure dans chaque direction. La conception de l’infrastructure permet de faire circuler jusqu'à quatre rames simultanément sur la ligne,.
Les navettes bidirectionnelles, chacune composée de deux voitures sur pneus, ont une longueur de 17 mètres. Chaque rame peut transporter jusqu'à 50 passagers (ou 35 à 40 personnes en cas de bagages très encombrants), à une vitesse maximale de 70 km/h. Lors de sa mise en service, en pleine pandémie de Covid-19 et de forte baisse du trafic aérien, le Marconi Express a circulé avec un seul module dont la capacité a été limitée à 50 % (24 personnes) pour respecter les distances sanitaires imposées en Italie. Cette disposition a perduré durant les premières semaines d'exploitation.
Les ingénieurs des sociétés d'ingénierie MATE Engineering et STS Engineering de Bologne ont conçu un parc de cellules photovoltaïques placées sur les bâtiments permettant de produire 35 % de l'énergie électrique nécessaire au fonctionnement des rames.

## Coût de construction
Le coût initial du projet était estimé à 96 millions d’euros. Le montant total de l'infrastructure s'est élevé à 125 millions d’euros financé par la région Émilie-Romagne (27 millions d’euros), la société Marconi Express S.p.A. (25 millions) et l’aéroport de Bologne, principal bénéficiaire de la liaison, (13 millions). Les 60 millions d’euros restants sont constitués par un prêt accordé au concessionnaire sur une durée de 35 ans, bénéficiant du système italien de financement des projets,. Le prix du billet a été fixé à 7,50 euros le trajet pendant les trois premières années de service, il sera ensuitr porté à 8,00 euros,.
L'attribution de cette concession a fait l'objet d'une étude de marché très fine qui a établi l'évolution de la fréquentation annuelle au fil du temps pendant les 35 ans de la concession : 60 % la 1re année, 85 % la 2e et 100 % à partir de la 3e soit 600 000 voyageurs). Le contrat est assujetti à une clause spécifique (l'article 42) qui prévoit qu'au cas où l’objectif minimum de fréquentation annuel pré-établi ne serait pas atteint, la ville de Bologne compenserait de la différence des recettes, avec un plafond d'un montant maximum de 1,4 million d’euros par an. Inversement, si la fréquentation devait dépasser le maximum pré-établi, 25 % des recettes dues à ce surplus de trafic sera reversé à la commune.

### Dysfonctionnements
Depuis sa mise en service, le matériel roulant a connu de nombreux dysfonctionnements qui ont entraîné de fréquentes interruptions de service. Le marché imposait une disponibilité du système supérieure à 98 % et, lorsque exceptionnellement le service devait être interrompu, le concessionnaire assurerait la liaison avec une navette d'autobus de remplacement.
En janvier 2022, la Ville de Bologne a décidé de ne plus verser l'indemnité prévue par le contrat à la société Marconi Express S.p.A. pour fréquentation insuffisante, arguant du fait que pendant la première année d'exploitation, la fiabilité des navettes du constructeur suisse Intamin Transportation AG était nettement insuffisante. L'administration municipale a comptabilisé 32 pannes majeures en un an.